# Wilhelm von Reichenbach
Wilhelm Ferdinand Aribert von Reichenbach (* 18. Dezember 1818 in Karge, Kreis Bomst; † 2. März 1891 in Blankenburg in Thüringen) war ein preußischer Generalmajor und Kommandant von Thorn.

## Leben

### Herkunft
Wilhelm war ein Sohn des preußischen Oberst Wilhelm von Reichenbach (1776–1834) und dessen zweiter Ehefrau Christine, geborene Paulke (1787–1853).

### Militärkarriere
Nach dem Besuch der Kadettenhäuser in Kulm und Berlin wurde Reichenbach am 18. August 1836 als Sekondeleutnant dem 16. Infanterie-Regiment der Preußischen Armee überwiesen. Von Oktober 1839 bis April 1840 war er zum 7. kombinierten Reserve-Bataillon kommandiert und absolvierte zur weiteren Ausbildung von Oktober 1842 bis Juli 1845 die Allgemeine Kriegsschule. Im Jahr 1847 folgte seine Kommandierung als Aufsichtsoffizier an die kombinierte Divisionsschule der 13. und 14. Division. Reichenbach stieg Ende Juni 1848 zum Premierleutnant auf und nahm im Jahr darauf während der Niederschlagung der Badischen Revolution an den Gefechten bei Durlach, Hulkenheim, Waghäusel, Oberweier und Kuppenheim teil. Außerdem war er im selben Jahr bei den Unruhen in Iserlohn eingesetzt und kam als Adjutant und Rechnungsführer des II. Bataillons in das 16. Landwehr-Regiment. 1851/53 war er Kompanieführer im I. Bataillon und wurde zwischenzeitlich im Juni 1852 zum Hauptmann befördert. Im Jahr 1853 wurde Reichenbach Kompanieführer im III. Bataillon. Unter Ernennung zum Kompaniechef kehrte er am 17. April 1856  in sein Stammregiment zurück. Als Major wurde Reichenbach am 6. Juli 1865 zum Kommandeur des I. Bataillons und am 8. Juni 1866 zum Oberstleutnant befördert.
Während des Deutschen Krieges nahm er 1866 an den Schlachten bei Münchengrätz und Königgrätz und erhielt für sein Wirken den Roten Adlerorden IV. Klasse mit Schwertern. Unter Verleihung des Charakters als Oberst und unter Stellung à la suite seines Regiments wurde er nach dem Krieg am 22. März 1868 als Kommandant in die Festung Küstrin versetzt. Das Patent zu seinem Dienstgrad erhielt Reichenbach am 18. Juni 1869 und zugleich wurde er als Kommandant nach Thorn versetzt. Dort wurde er am 15. April 1873 mit dem Charakter als Generalmajor zur Disposition gestellt.
Er starb am 2. März 1891 in Blankenburg in Thüringen.

### Familie
Reichenbach heiratete am 27. Mai 1859 in Düsseldorf Kathatina Graef (* 1828). Das Paar hatte mehrere Kinder:
- Julie (* 1862) ⚭ 1892 Oswald Aust, Konditor
- Magdalene (* 1863)
- Wilhelmine (* 1864) ⚭ Johann Rosenbusch, Prokurist
- Sophie (1866–1870)